# Seznam historických městských podzemí v Česku
Seznam historických městských podzemí v Česku představuje výčet historických podzemí ve městech České republiky.
Je pravděpodobné, že seznam není úplný.

## Seznam
| Název                   | Obrázek | Galerie                                                                         | Délka [km] | Okres             | Geosouřanice                     | Stručný popis | Stav                    |
| ----------------------- | ------- | ------------------------------------------------------------------------------- | --- | ----------------- | -------------------------------- | --- | ----------------------- |
| Brno                    |         | Kategorie „Underground in Brno“ na Wikimedia Commons                            | & Chyba ve výrazu: Neočekávaný operátor / Chyba ve výrazu: Neočekávaný operátor / Chyba ve výrazu: Neočekávaný operátor / Chyba ve výrazu: Neočekávaný operátor / Chyba ve výrazu: Neočekávaný operátor / Chyba ve výrazu: Neočekávaný operátor / Chyba ve výrazu: Neočekávaný operátor / Chyba ve výrazu: Neočekávaný operátor / Chyba ve výrazu: Neočekávaný operátor / Chyba ve výrazu: Neočekávaný operátor / Chyba ve výrazu: Neočekávaný operátor / Chyba ve výrazu: Neočekávaný operátor / Chyba ve výrazu: Neočekávaný operátor / Chyba ve výrazu: Neočekávaný operátor / Chyba ve výrazu: Neočekávaný operátor / -1.0000-0 | Brno-město        |                                  | Obsahuje druhou největší kostnici v Evropě (dle počtu nalezených ostatků).                                                                                | Zpřístupněno            |
| Český Brod              |         |                                                                                 | & Chyba ve výrazu: Neočekávaný operátor / Chyba ve výrazu: Neočekávaný operátor / Chyba ve výrazu: Neočekávaný operátor / Chyba ve výrazu: Neočekávaný operátor / Chyba ve výrazu: Neočekávaný operátor / Chyba ve výrazu: Neočekávaný operátor / Chyba ve výrazu: Neočekávaný operátor / Chyba ve výrazu: Neočekávaný operátor / Chyba ve výrazu: Neočekávaný operátor / Chyba ve výrazu: Neočekávaný operátor / Chyba ve výrazu: Neočekávaný operátor / Chyba ve výrazu: Neočekávaný operátor / Chyba ve výrazu: Neočekávaný operátor / Chyba ve výrazu: Neočekávaný operátor / Chyba ve výrazu: Neočekávaný operátor / -1.0000-0 | Kolín             |                                  | Gotické sklepní prostory a chodby pod centrem Českého Brodu jsou zatím částečně prozkoumány.                                                              | Zpřístupněno            |
| Český Dub               |         |                                                                                 | & Chyba ve výrazu: Neočekávaný operátor / Chyba ve výrazu: Neočekávaný operátor / Chyba ve výrazu: Neočekávaný operátor / Chyba ve výrazu: Neočekávaný operátor / Chyba ve výrazu: Neočekávaný operátor / Chyba ve výrazu: Neočekávaný operátor / Chyba ve výrazu: Neočekávaný operátor / Chyba ve výrazu: Neočekávaný operátor / Chyba ve výrazu: Neočekávaný operátor / Chyba ve výrazu: Neočekávaný operátor / Chyba ve výrazu: Neočekávaný operátor / Chyba ve výrazu: Neočekávaný operátor / Chyba ve výrazu: Neočekávaný operátor / Chyba ve výrazu: Neočekávaný operátor / Chyba ve výrazu: Neočekávaný operátor / -1.0000-0 | Liberec           |                                  | Rozsáhlé podzemí pod johanitskou komendou sv. Zdislavy a Havla z Lemberka, centrální kruhová prostora, ze které se radiálně rozbíhá asi osm chodeb.       | Nepřístupné             |
| Havlíčkův Brod          |         |                                                                                 | & Chyba ve výrazu: Neočekávaný operátor / Chyba ve výrazu: Neočekávaný operátor / Chyba ve výrazu: Neočekávaný operátor / Chyba ve výrazu: Neočekávaný operátor / Chyba ve výrazu: Neočekávaný operátor / Chyba ve výrazu: Neočekávaný operátor / Chyba ve výrazu: Neočekávaný operátor / Chyba ve výrazu: Neočekávaný operátor / Chyba ve výrazu: Neočekávaný operátor / Chyba ve výrazu: Neočekávaný operátor / Chyba ve výrazu: Neočekávaný operátor / Chyba ve výrazu: Neočekávaný operátor / Chyba ve výrazu: Neočekávaný operátor / Chyba ve výrazu: Neočekávaný operátor / Chyba ve výrazu: Neočekávaný operátor / -1.0000-0 | Havlíčkův Brod    |                                  | Zbytek sítě podzemních sklepů se stropem 3,5 m pod povrchem, většinou byly vyztuženy betonem, nebo zcela zasypány.                                        | Přístupné příležitostně |
| Jablonné v Podještědí   |         |                                                                                 | & Chyba ve výrazu: Neočekávaný operátor / Chyba ve výrazu: Neočekávaný operátor / Chyba ve výrazu: Neočekávaný operátor / Chyba ve výrazu: Neočekávaný operátor / Chyba ve výrazu: Neočekávaný operátor / Chyba ve výrazu: Neočekávaný operátor / Chyba ve výrazu: Neočekávaný operátor / Chyba ve výrazu: Neočekávaný operátor / Chyba ve výrazu: Neočekávaný operátor / Chyba ve výrazu: Neočekávaný operátor / Chyba ve výrazu: Neočekávaný operátor / Chyba ve výrazu: Neočekávaný operátor / Chyba ve výrazu: Neočekávaný operátor / Chyba ve výrazu: Neočekávaný operátor / Chyba ve výrazu: Neočekávaný operátor / -1.0000-0 | Liberec           |                                  | Třípodlažní systém krypt a chodeb pod kostelem sv. Vavřince a sv. Zdislavy.                                                                               | Nepřístupné             |
| Jihlava                 |         | Kategorie „Underground in Jihlava“ na Wikimedia Commons                         | 25 | Jihlava           |                                  | Druhý nejrozsáhlejší systém podzemních chodeb v České republice (rozloha 50 000 m²).                                                                      | Zpřístupněno            |
| Jirkov                  |         |                                                                                 | 0,85 | Chomutov          |                                  | Z části zachované městské sklepy v pískovcovém pahorku z let 1555–1595, v roce 2006 musela třetina chodeb ustoupit stavbě hypermarketu.                   | Zpřístupněno            |
| Karmelitánské katakomby |         |                                                                                 | & Chyba ve výrazu: Neočekávaný operátor / Chyba ve výrazu: Neočekávaný operátor / Chyba ve výrazu: Neočekávaný operátor / Chyba ve výrazu: Neočekávaný operátor / Chyba ve výrazu: Neočekávaný operátor / Chyba ve výrazu: Neočekávaný operátor / Chyba ve výrazu: Neočekávaný operátor / Chyba ve výrazu: Neočekávaný operátor / Chyba ve výrazu: Neočekávaný operátor / Chyba ve výrazu: Neočekávaný operátor / Chyba ve výrazu: Neočekávaný operátor / Chyba ve výrazu: Neočekávaný operátor / Chyba ve výrazu: Neočekávaný operátor / Chyba ve výrazu: Neočekávaný operátor / Chyba ve výrazu: Neočekávaný operátor / -1.0000-0 | Praha             | 50°5′8″ s. š., 14°24′12″ v. d.   | 15 velkých sklepení pod chrámem Panny Marie Vítězné, v nichž se nacházely pozůstatky několika set mumifikovaných těl z let 1720–1760.                     | Nepřístupné             |
| Klatovské katakomby     |         |                                                                                 | & Chyba ve výrazu: Neočekávaný operátor / Chyba ve výrazu: Neočekávaný operátor / Chyba ve výrazu: Neočekávaný operátor / Chyba ve výrazu: Neočekávaný operátor / Chyba ve výrazu: Neočekávaný operátor / Chyba ve výrazu: Neočekávaný operátor / Chyba ve výrazu: Neočekávaný operátor / Chyba ve výrazu: Neočekávaný operátor / Chyba ve výrazu: Neočekávaný operátor / Chyba ve výrazu: Neočekávaný operátor / Chyba ve výrazu: Neočekávaný operátor / Chyba ve výrazu: Neočekávaný operátor / Chyba ve výrazu: Neočekávaný operátor / Chyba ve výrazu: Neočekávaný operátor / Chyba ve výrazu: Neočekávaný operátor / -1.0000-0 | Klatovy           |                                  | Krypty pod klatovským jezuitským kostelem Neposkvrněného početí Panny Marie a sv. Ignáce, v letech 1676–1783 v nich bylo pohřbeno více než 200 zemřelých. | Zpřístupněno            |
| Litoměřice              |         |                                                                                 | 24 | Litoměřice        |                                  | Rozsáhlý systém propojených třípatrových sklepů. | Zpřístupněno            |
| Litomyšl                |         |                                                                                 | & Chyba ve výrazu: Neočekávaný operátor / Chyba ve výrazu: Neočekávaný operátor / Chyba ve výrazu: Neočekávaný operátor / Chyba ve výrazu: Neočekávaný operátor / Chyba ve výrazu: Neočekávaný operátor / Chyba ve výrazu: Neočekávaný operátor / Chyba ve výrazu: Neočekávaný operátor / Chyba ve výrazu: Neočekávaný operátor / Chyba ve výrazu: Neočekávaný operátor / Chyba ve výrazu: Neočekávaný operátor / Chyba ve výrazu: Neočekávaný operátor / Chyba ve výrazu: Neočekávaný operátor / Chyba ve výrazu: Neočekávaný operátor / Chyba ve výrazu: Neočekávaný operátor / Chyba ve výrazu: Neočekávaný operátor / -1.0000-0 | Svitavy           |                                  | Podzemní odvodňovací chodby pod litomyšlským zámkem, zámeckým parkem a pivovarem.                                                                         | Zpřístupněno            |
| Mělník                  |         |                                                                                 | & Chyba ve výrazu: Neočekávaný operátor / Chyba ve výrazu: Neočekávaný operátor / Chyba ve výrazu: Neočekávaný operátor / Chyba ve výrazu: Neočekávaný operátor / Chyba ve výrazu: Neočekávaný operátor / Chyba ve výrazu: Neočekávaný operátor / Chyba ve výrazu: Neočekávaný operátor / Chyba ve výrazu: Neočekávaný operátor / Chyba ve výrazu: Neočekávaný operátor / Chyba ve výrazu: Neočekávaný operátor / Chyba ve výrazu: Neočekávaný operátor / Chyba ve výrazu: Neočekávaný operátor / Chyba ve výrazu: Neočekávaný operátor / Chyba ve výrazu: Neočekávaný operátor / Chyba ve výrazu: Neočekávaný operátor / -1.0000-0 | Mělník            |                                  | Chodbový systém v hloubce 8–10 m pod dnešním povrchem, s nejširší známou studní v České republice (průměr 4,54 m).                                        | Zpřístupněno            |
| Olomouc                 |         |                                                                                 | & Chyba ve výrazu: Neočekávaný operátor / Chyba ve výrazu: Neočekávaný operátor / Chyba ve výrazu: Neočekávaný operátor / Chyba ve výrazu: Neočekávaný operátor / Chyba ve výrazu: Neočekávaný operátor / Chyba ve výrazu: Neočekávaný operátor / Chyba ve výrazu: Neočekávaný operátor / Chyba ve výrazu: Neočekávaný operátor / Chyba ve výrazu: Neočekávaný operátor / Chyba ve výrazu: Neočekávaný operátor / Chyba ve výrazu: Neočekávaný operátor / Chyba ve výrazu: Neočekávaný operátor / Chyba ve výrazu: Neočekávaný operátor / Chyba ve výrazu: Neočekávaný operátor / Chyba ve výrazu: Neočekávaný operátor / -1.0000-0 | Olomouc           |                                  | Pod měšťanskými domy přibližně 200 sklepů, krypta pod kostelem sv. Mořice, labyrint „naslouchacích chodeb“ pod Čechovými a Smetanovými sady apod.         | Přístupné příležitostně |
| Přibyslav               |         |                                                                                 | & Chyba ve výrazu: Neočekávaný operátor / Chyba ve výrazu: Neočekávaný operátor / Chyba ve výrazu: Neočekávaný operátor / Chyba ve výrazu: Neočekávaný operátor / Chyba ve výrazu: Neočekávaný operátor / Chyba ve výrazu: Neočekávaný operátor / Chyba ve výrazu: Neočekávaný operátor / Chyba ve výrazu: Neočekávaný operátor / Chyba ve výrazu: Neočekávaný operátor / Chyba ve výrazu: Neočekávaný operátor / Chyba ve výrazu: Neočekávaný operátor / Chyba ve výrazu: Neočekávaný operátor / Chyba ve výrazu: Neočekávaný operátor / Chyba ve výrazu: Neočekávaný operátor / Chyba ve výrazu: Neočekávaný operátor / -1.0000-0 | Havlíčkův Brod    |                                  | Systém sklepů, podzemních chodeb, z velké části zavalen bahnem nebo podzemní vodou.                                                                       | Přístupné příležitostně |
| Plzeň                   |         | Kategorie „Cellars in Plzeň“ na Wikimedia Commons                               | 17,5 | Plzeň-město       | 49°44′55″ s. š., 13°22′51″ v. d. | Systém chodeb, dvou až třípatrových sklepů a stovky studní pod historickým jádrem Plzně.                                                                  | Zpřístupněno            |
| Slavonice               |         | Kategorie „Underground water drainage system in Slavonice“ na Wikimedia Commons | 1,375 | Jindřichův Hradec | 48°59′53″ s. š., 15°21′5″ v. d.  | Systém sklepů a chodeb pod Dolním i Horním náměstím v hloubce 4–7 m pod povrchem terénu.                                                                  | Zpřístupněno            |
| Světlá nad Sázavou      |         |                                                                                 | 0,2 | Havlíčkův Brod    |                                  | Celková délka podzemních chodeb včetně rozrážek činí téměř 200 metrů.                                                                                     | Zpřístupněno            |
| Tábor                   |         |                                                                                 | 0,65 | Tábor             |                                  | Dvou- až třípatrový sklepní systém, až 16 m pod dnešní úrovní terénu, rozprostírající se pod Žižkovým náměstím.                                           | Zpřístupněno            |
| Týn nad Vltavou         |         |                                                                                 | 0,16 | České Budějovice  |                                  | Ručně ražené středověké chodby z 15. století. | Zpřístupněno            |
| Valtice                 |         |                                                                                 | 0,9 | Okres Břeclav     | 48°44′23″ s. š., 16°45′ v. d.    | Unikátní labyrint obnovených částí historických sklepů, které jsou vzájemně propojené. Celková délka je 900 m.                                            | Zpřístupněno.           |
| Znojmo                  |         | Kategorie „Cellars in Znojmo“ na Wikimedia Commons                              | 27 | Znojmo            | 48°51′21″ s. š., 16°2′57″ v. d.  | Největší systém podzemních chodeb a sklepů v České republice, má až 4 patra.                                                                              | Zpřístupněno            |
| Žlutice                 |         |                                                                                 | & Chyba ve výrazu: Neočekávaný operátor / Chyba ve výrazu: Neočekávaný operátor / Chyba ve výrazu: Neočekávaný operátor / Chyba ve výrazu: Neočekávaný operátor / Chyba ve výrazu: Neočekávaný operátor / Chyba ve výrazu: Neočekávaný operátor / Chyba ve výrazu: Neočekávaný operátor / Chyba ve výrazu: Neočekávaný operátor / Chyba ve výrazu: Neočekávaný operátor / Chyba ve výrazu: Neočekávaný operátor / Chyba ve výrazu: Neočekávaný operátor / Chyba ve výrazu: Neočekávaný operátor / Chyba ve výrazu: Neočekávaný operátor / Chyba ve výrazu: Neočekávaný operátor / Chyba ve výrazu: Neočekávaný operátor / -1.0000-0 | Karlovy Vary      |                                  | Sklepení pod muzeem. | Zpřístupněno            |